# 제65회 베네치아 국제 영화제

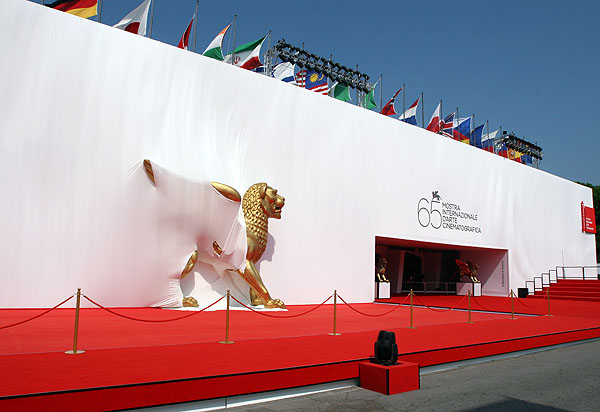

제65회 베네치아 국제 영화제는 2008년 8월 27일에 열린 시상식이다. 베니스에서 개최되었다.

## 수상 및 후보

### 황금사자상
- 더 레슬러 - 대런 아로노프스키 수상

### 은사자상-감독상
- 페이퍼 솔저 - 알렉세이 게르만 주니어 수상

### 볼피컵 여우주연상
- 강 건너편에 - Dominique Blanc 수상

### 볼피컵 남우주연상
- 일 파파 디 지오반나 - 실비오 올랜도 수상

### 심사위원 특별상
- 테자 - 헤일리 게리마 수상

### 특별사자상
베르너 슈로에터 수상

### 각본상
- 테자 - 헤일리 게리마 수상

### 촬영상
- 페이퍼 솔저 - 알렉세이 게르만 주니어 수상

### 신인연기상
- 버닝 플레인 - 제니퍼 로렌스 수상

### 오리종티 상-작품상
- 멜랑콜리아 - 라브 디아스 수상

### CORTO CORTISSIMO
- 랜드 앤 브레드 - 카를로스 아멜라
- 딕스 - 파브리스 르 네제 외 2명
- 더 앨트루이스트 - 코엔 데제거
- 노세스 드 센드리 - 피에르 에덴 시몬
- 1937 - 프란체스코 카로지니 외 1명
- The Butcher’s Shop - 필립 하스
- 아이 돈트 드림 인 저먼 - 이바나 라로빅
- Wode - 유가휘
- I’m In Away From Here - Christophe Loizillon
- 거짓말 - 요나스 오델
- 더 디너 - 카치 펄만
- Khi toi 20 - Phan Dang Di
- 에브리 브레스 유 테이크 - 이고르 스터크
- 남겨진 아이들 - 마틴 드 스라
- 더 스타 돈 트윙클 인 아웃터 스페이스 - 피터 트웨이트스
- 더 세컨드 커밍 - 타넬 툼
- 잰드 - 유스트 반 긴켈
- 알바 - 지오지아 파리나
- Managua Boxing - Frediana Fornari
- 자레드 - 마틴 가이스
- Un canto lontano - Alberto Momo
- Il colore della Bassa - Giuseppe Morandi
- Eve - 나탈리 포트만

### 경쟁부문
- 버드와처스 - 마르코 베치스
- 허트 로커 - 캐서린 비글로우
- Il Seme Della Discordia - 파피 코르시카토
- 레이첼, 결혼하다 - 조나단 드미
- 밀크 - 세미 카플라노글루
- 아킬레스와 거북이 - 기타노 다케시
- 벼랑 위의 포뇨 - 미야자키 하야오
- 라스베가스의 꿈 - 아미르 나데리
- 스카이 크롤러 - 오시이 마모루
- 운수 좋은 날 - 페르잔 오즈페텍
- 열망(영어판) - 크리스티안 페촐트
- 인주 - 바벳 슈로더
- 이 밤 - 베르너 슈로에터
- 인랜드 - 타리크 테기아
- 탕구 - 유릭와이

### 비경쟁부문
- 푸치니의 여인 - 파올로 벤베누티
- 번 애프터 리딩 - 코엔 형제
- 35 럼 - 클레어 드니
- Heshang de aiqing - 지아장커
- 기라라의 역습: 토야코 사밋토 - 카와사키 미노루
- 쉬린(영어판) - 압바스 키아로스타미
- 데빌즈 리인카네이션 - 호세 모지카 마린스
- 분노 - 피에르 파올로 파졸리니
- 츠케므리 타카다노바바 - 마키노 마사히로
- 라이프 인 쉐도우즈 - 로렌조 료벳 그라시아
- 자전거 도둑 - 비토리오 데 시카
- 카이로 역 - 유세프 샤힌
- Bajo el signo de las sombras - Ferran Alberich
- 넬 블루 디핀토 디 블루 - 피에로 텔리니
- 오르페 9 - 티토 스치파 주니어
- 투토 뮤지카 - 도메니코 모두그노
- 파이스 비트 아반트 큐 마 팜므 리비엔! - 아드리아노 셀렌타노
- 빈얀 - 파브리스 뒤 벨즈
- Les Plages d묨gn? - Agn? Varda
- Do Vis?el Ao Invis?el - Romance de Vila do Conde - O vitral e a santa morta - 마뇰 드 올리베이라
- 랑카수카의 여왕 - 논지 니미부트르
- Vicino al Colosseo c믦 Monti - 마리오 모니첼리

### 오리종티 경쟁부문
- 굿바이 솔로 - 라민 바흐러니
- 에르바 도 라토 - 훌리오 브레사네
- 비코즈 위 워 본 - 장-피에르 듀렛
- 호수 - 필립 그랑드리외
- 마이 - 후앙 웬하이
- 와일드 필드 - 미하일 칼라토조프
- 더 퍼스트 데이 오브 윈터 - 미르코 로카텔리
- 인 파라과이 - 로스 맥켈위
- Z32 - 아비 모그라비
- 폭발하는 젊음 - 헤랄도 나란요
- 파르크 - 아르노 데 팔리에르
- 제이 - 프란시스 자비에 파시온
- 상속자 - 유지니오 폴고브스키
- 파라다 - 마코 폰테코보

### 잔프란코 로시
- 렉실 잇 르 로야움 - 안드레이 슈터클레프 외 1명
- 제로 브릿지 - Tariq Tapa
- 베르소 이스트 - 로라 앤지울리
- 타이센크럽 블루스 - 모니카 레페토 외 1명
- 더 저먼스 팩토리 - 미모 칼로프레스티
- 솔탄토 언 노메 네이 티톨리 디 테스타 - 다니엘레 디 비아시오
- 안토니오니 온 안토니오니 - 카를로 디 카를로
- 베네치아 68 - 안토넬로 사르노
- 발렌티노: 마지막 황제 - 맷 타이노어

### 이탈리아 영화 역사의 비밀
- 리벤지 - 막스 뉴펠드
- 이지 이어스 - 뤼기 잠파
- 코카인 - 지오지오 비안치
- 엑소더스 - 뒬리오 콜레티
- 시티 오브 페인 - 마리오 보나드
- 더 스카이 이즈 레드 - 클라우디오 고라
- 다스 리드 폼 베랏 - 뤼기 잠파
- 더 돌 댓 투크 더 타운 - 프란체스코 마셀리
- 라이온스 솔레일 - 비토리오 카프리올리
- 바이어런트 라이프 - 파올로 휴쉬 외 1명
- Tests for Padre selvaggio - 피에르 파올로 파졸리니
- 아고스티노 - 마우로 볼로그니니
- 파리스, 마이 러브 - 비토리오 카프리올리
- 라 쿠카그나 - 루치아노 샐스
- 미스터리스 로마 - 지아니 비시어치 외 16명
- 라 벨라 디 로디 - 마리오 미시롤리
- 이탈리아 프로이비타 - 엔조 비아기
- 더 바실리스크 - 리나 베르트뮬러
- 스모그 - 프랑코 로시
- 스코츠드 스킨 - 쥬세페 피나
- 어 뉴 월드 - 비토리오 데 시카
- 아이 모스트리 - 디노 리시
- 백인 추장 - 페데리코 펠리니
- 이 일 카사노바 디 펠리니? - 지안프란코 안젤루치 외 1명
- Three advertisements for Banca di Roma - 페데리코 펠리니
- La forza e la ragione - 로베르토 로셀리니
- 아르카나 - 지울리오 케스티
- 아워 레이디 오브 더 턱스 - 카르멜로 벤
- 파이어! - 지안 비토리오 발디
- 플래시백 - 라파엘레 앤드리아시
- 오, 그래드마더스 데드 - 마리오 모니첼리
- 이탈리아나 인 알제리 - 엠마누엘 루자티